# الإسلام في عصر أسرة تشينغ
أسرة تشينغ أو سلالة تشينغ (1644-1911). كان حكام تشينغ من قومية مانشو، التي تعتبر من القوميات ذات الأقلية في الصين وليسوا من الهان ذات الأغلبية. شهدت فترة حكمهم خمس تمردات للمسلمين.

## التمردات المناهضة لـ (تشينغ)

### المسلمون الموالون لـ (مينغ)
عندما غزت أسرةُ تشينغ، أسرة مينغ في عام 1644م، المسلمون الموالون لـ (مينغ) في قانسو بقيادة القائدين المسلمين (ميلايين) و (دينغ قوه دونغ) قادوا ثورة في 1646 ضد (تشينغ) خلال تمرد الميلايين من أجل دفع تشينغ وإعادة أمير مينغ (يانتشانغ تشو سيتشوان) إلى عرش الإمبراطورية. وقام بدعمهم هامي سلطان سعيد بابا وابنه (الأمير تورومتاي). وانضم إليهم التبتيون والهان الصينيون في الثورة. بعد قتال عنيف، ومفاوضات، إدت إلى اتفاق سلام تم الاتفاق عليها في 1649م، تعهد (ميلايين) و (دينغ) بالتعاطف إلى تشينغ وحصلوا على رتبة أعضاء في جيش تشينغ. وعندما عاد بعض الموالين لمينغ في جنوب الصين إلى الظهور، اضطر الـ (تشينغ) إلى سحب قواتهم من قانسو لمحاربتهم، فحمل (ميلايين) و (دينغ) السلاح مرة أخرى وتمردوا ضد (تشينغ). هزم الـ (تشينغ) المسلمين الموالين لمينغ وقتلوا 100,000 منهم، وكان من بين القتلى، القائد (ميلايين)، والقائد (دينغ قوه دونغ)، و (الأمير تورومتاي) كلهم قد قتلوا في المعركة.
انضم العالم الكونفوشيوسي المسلم ما تشو (1640-1710) إلى المسلمين الموالين لمينغ ضد تشينغ في الجنوب. تشو يواي، أمير مينغ كان برفقة (المسلمين الهوي) اللاجئين عندما هربوا من (إقليم هوغوانغ) إلى الحدود البورمية في مقاطعة يونان وكدليل على التحدي ضد تشينغ والولاء لمينغ، غيروا لقبهم إلى مينغ.

### أوائل الثورات في سنجان وشنشي وقانسو
من 1755-1757، الإمبراطور تشيان لونغ كان في حالة حرب مع خانات زونغار في شمال غرب البلاد. ومع غزو دزونغاريا كان هناك محاولة لتقسيم منطقة سنجان إلى أربعة خانات فرعية تحت أربعة رؤساء تابعين للإمبراطور. وبالمثل، تشينغ جعل أعضاءً في (Taghliq) عشيرة من تركستان الشرقية الخوجه، حكاما في حوض تاريم الغربي، وجنوب جبال تيان شان. غير أن الثورات ضد هذا الترتيب اندلعت في 1758م-1759م سواء في الشمال أو الجنوب من جبال تيان شان ثم في واحة (أش) إلى الجنوب من بحيرة بالكاش في 1765م.
البروفيسور جيمس أ. ميلوارد أستاذ التاريخ الصيني وتاريخ آسيا الوسطى في جامعة جورج تاون، كتب عن أورومتشي وقال: إن الأجانب غالبا ما يعتقدون خطأً أن أورومتشي كانت في الأصل مدينة أويغورية وأن الصينيين دمروا طابعها وثقافتها الأويغورية، ومع ذلك، فإن أورومتشي مدينة صينية أسسها الهان والهوي (تونغان) وهي مدينة الأويغور الذين هم جدد على المدينة.
في قانسو، الخلافات بين أتباع الطريقة الخفية والطريقة الجهرية، (اثنتين من طرق التصوف) وكذلك سوء الإدارة الواضح والفساد ومواقف المسؤولين التشينغ المعادية للمسلمين أدى إلى محاولة انتفاض الهوي وسالار أتباع الطريقة الجهرية في عام 1781م. وفي عام 1784م، ولكن تم قمعها بسرعة وسهولة،  مع مساعدة من أتباع الطريقة الخفية. الهان والهوي، و (دونغشيانغ) انضموا إلى سالار الجهرية في عام 1781م في ثورتهم ضد سلالة تشينغ.
كانت كاشغر قادرة على التحرر من سيطرة تشينغ أثناء الغزو جهانكير خوجة الذي كان قد غزا من قوقند، التي استمرت من عام 1820م-1828م. لم يستطع التشينغ استعادة واحات كاشغر وياركند حتى عام 1828م، بعد ثلاث سنوات من الحملة. ساعد التجار المسلمون تشينغ في محاربة جهانكير خوجة والغزاة القوقنديين الأتراك. أعقب ذلك غزو آخر في عام 1829 من قبل محمد علي خان ويوسف خوجا، شقيق جهانكير. في عام 1846م، ثورة خوجة جديدة في كاشغار من قبل كاث تورا أدت إلى تسنمه حكم كاشغار كحاكم استبدادي. ومع ذلك، كان عهده موجزا، ففي نهاية خمسة وسبعين يوما، ومع اقتراب الصينيين، هرب إلى قوقند وسط صيحات الاستهجان من السكان.
وآخر ثورات الخوجة كانت ثورة والي خان في عام 1857م، وهو قاتل المستكشف الألماني الشهير (أدولف سكلاجينتويت). وكان والي خان قد غزا كاشغر من قاعدته في قوقند، واستولى على كاشغر. وبصرف النظر عن إعدام أدولف سكلاجينتويت، وجدت قسوته العديد من الانعكاسات الأخرى في الأساطير المحلية. ويقال أنه قتل الكثير من الأبرياء المسلمين وأن أربع أو ست مآذن بنيت من جماجم الضحايا (kala minara)، أو عندما قام أحد الحرفيين بعمل سيف له، حيث قام باختبار السيف بقطع رأس ابن الحرفي، الذي قد جاء مع والده وكان يقف في مكان قريب، وبعد ذلك بعبارة «إنه سيف جيد حقا» قدم للحرفي هدية. هذا عهد من الطغيان لم يجعل الكاشغريين يفتقدون الخوجة كثيرا عندما هزم من قبل قوات تشينغ بعد حكم المدينة لمدة أربعة أشهر واضطر إلى الفرار إلى خوقند.
السكان المسلمون المحليون الذين يعيشون تحت حكم (يعقوب بيك) في منطقة كاشغر بعد استيلائه عليها من تشينغ، وجدوا الظروف تحت حكم يعقوب قمعية وذكروا تشينغ بشكل إيجابي وبطريقة إيجابية.

### تمرد بانثاي
استمر تمرد بانثاي من عام 1855م إلى عام 1873م. وقد وقعت معظم أحداثه في جنوب غرب مقاطعة يونان. الخلافات بين المسلمين وغير المسلمين من عمال المناجم كانت الشرارة التي أشعلت التوترات التي أدت إلى الحرب. كان المسلمون الهوي بقيادة، بالنسبة للجزء الأكبر من الحرب، دو وين شيو (1823-1872)، وهو مسلم من أسرة هان الصينية الأصل التي اعتنقت الإسلام. رفع دو وين شيو راية ثورته باسم طرد المانشو من الصين وإقامة وحدة بين الهان والهوي. سيطر المتمردون على مدينة دالي وأعلنوا الدولة الجديدة (سلطنة بنغنان غيو)، ومعناها «الأمة الجنوبية الهادئة أو المؤمنة». وقد حظي التمرد بالدعم من السكان الصينيين الأصليين وبورما.

### ثورة دونغان
اندلع التمرد على أيدي مسلمي عرقية الهوي وغيرهم من العرقيات المسلمة في الصين من مقاطعات شنشي، قانسو، ونينغشيا وسنجان، اندلعت بسبب النزاع على تسعيرة أعمدة الخيزران التي كان يبيعها الهوي للتجار الهان استمرت من عام 1862 إلى عام 1877. فشل التمرد أدى إلى هجرة العديد من شعب دونغان إلى الإمبراطورية الروسية.

### الثورات
خلال منتصف القرن التاسع عشر، ثار المسلمون ضد أسرة تشينغ، وخاصة في تمرد دونغان (1862-1877) وتمرد بانثاي (1856-1873) في مقاطعة يونان. مات مليون شخص في تمرد بانثاي، وعدة ملايين ماتوا في تمرد دونغان (1862-1877).
غير أن المسلمين في أجزاء أخرى من الصين كما في الشرق وفي المحافظات الجنوبية الذين لم يثوروا، لم تتأثر إحوالهم على الإطلاق خلال الثورة، ولم تشهد أي إبادة جماعية، كما أنهم لم يسعوا إلى الثورة. وذكر أن قرى المسلمين في مقاطعة خنان، التي تقع بالقرب من شنشى، لم تتأثر تماما وأن العلاقات بين الهان والهوي استمرت بشكل طبيعي. ولم تؤثر ثورة دونغان على السكان المسلمين الهوي في بكين.
وكتبت إليزابيث أليس أن العلاقة بين المسلمين (الهوي) وشعوب الهان استمرت بشكل طبيعي في مقاطعة خنان، دون أي تداعيات أو عواقب من التمرد الإسلامي في المناطق الأخرى. وكتبت إليزابيث أليس في الوثيقة «ملاحظات حول بعض العلاقات المزاحة بين قرى هوي وهان في مقاطعة خنان» نشرها المركز الفرنسي لبحوث الصين المعاصرة «إن الثورات الإسلامية الكبرى في منتصف القرن التاسع عشر والتي شملت الهوي في شنشي وقانسو ومقاطعة يونان، وكذلك اليوغور في شينجيانغ، لا يبدو أن لها أي تأثير مباشر على هذه المنطقة من السهول الوسطى.»
كثير من المسلمين مثل (ما زاناو) و (ما أنليانغ) و (دونغ فوكسيانغ) و (ما قيانلينغ) وما رولونغ انشقوا إلى جانب أسرة تشينغ، وساعدوا الجنرال تسو زونغتانغ في إبادة المتمردين المسلمين. هؤلاء الجنرالات المسلمون ينتمون إلى الطريقة الخفية، وساعدوا تشينغ في مجزرة تمرد الجهرية. الجنرال تسو زونغتانغ حرك الهان حول هيشو خارج المنطقة ونقلهم كمكافأة للمسلمين الذين يساعدون تشينغ في قتل المتمردين المسلمين الآخرين.
في عام 1895، اندلعت ثورة دونغان أخرى (1895)، والمسلمون الموالون مثل (دونغ فوكسيانغ)، و (ما إنليانغ)، و (ما قوه ليانغ)، و (ما فولو) و (ما فوكسيانغ) قمعوا وذبحوا الثوار المسلمين بقيادة (ما داهان)، و (ما يونغ لين) و (ما وانفو). ثورة 1895 مماثلة لثورة الجهرية 1781 حيث أنهما بدأتا بالاقتتال بين الفصائل الإسلامية المختلفة، وأنهم حاولوا حل النزاع بين الفصائل من خلال النظام القانوني في الصين قبل أن يتحول إلى العنف.
(شجعان كانسو) أو أبطال كانسو وهو جيش مسلم بقيادة الجنرال دونغ فوشيانغ قاتلوا مع سلالة تشينغ ضد المتمردين خلال ثورة الملاكمين. وكان من بينهم جنرالات معروفة مثل ما أنليانغ، ما فولو، وما فوكسيانغ.
وفي مقاطعة يونان قتل جيش تشينغ المسلمين الذين تمردوا، وصفحوا عن المسلمين الذين لم يشاركوا في الانتفاضة.

## الثقافة

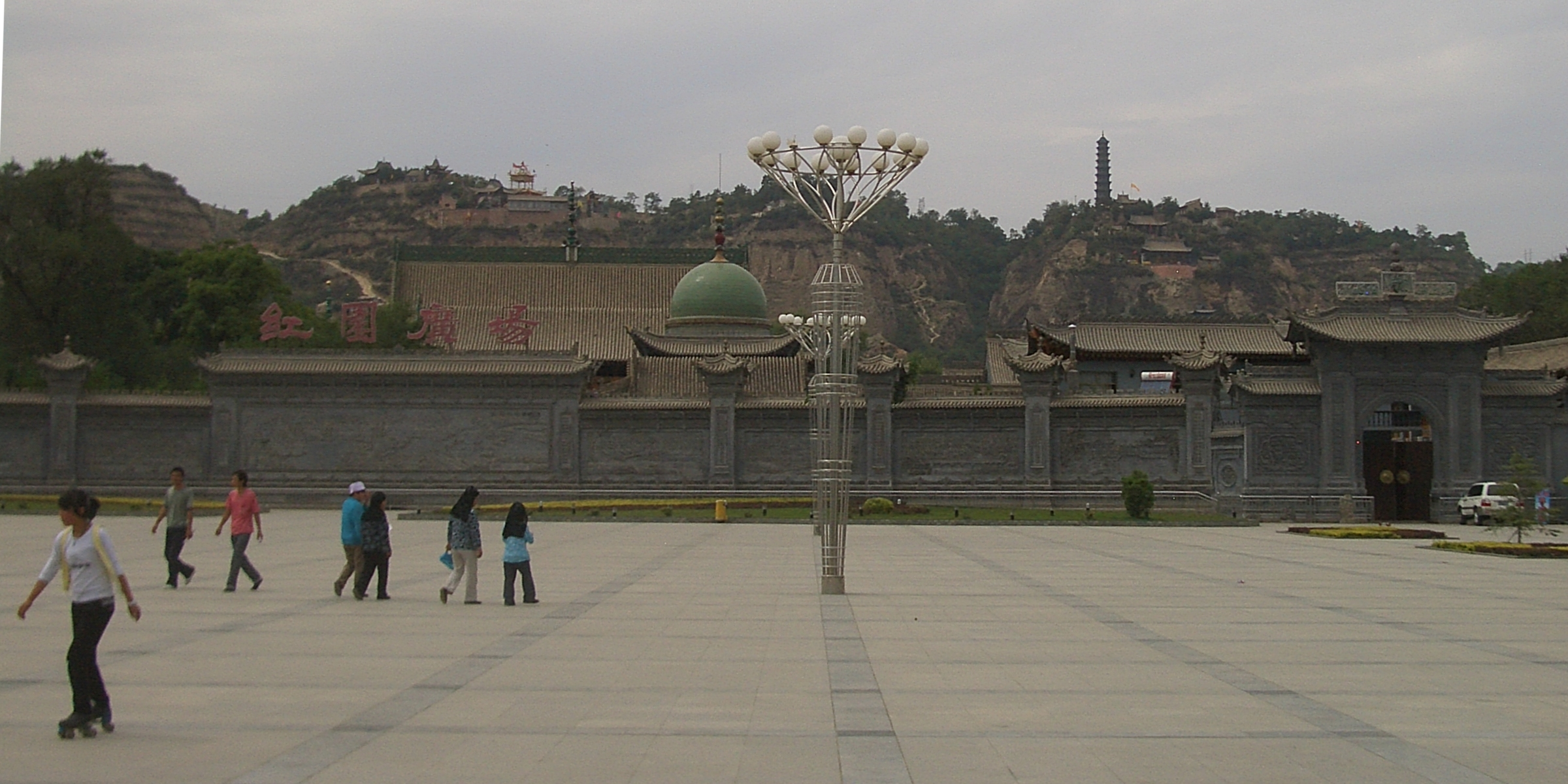
قبة تشى جينغيي's Gongbei (المزار) ينظر من فوق الجدار من هونغ يوان بارك في ينكشيا

في عهد أسرة تشينغ، كان للمسلمين العديد من المساجد في المدن الكبيرة، وأخرى ذات أهمية خاصة في بكين، وشيان، وهانغتشو، وغوانزو، وأماكن أخرى (بالإضافة إلى تلك الموجودة في المناطق الإسلامية الغربية). وعادة ما يستخدم المهندسون المعماريون الأساليب الصينية التقليدية، حيث كانت نقوش اللغة العربية هي السمة الرئيسية المميزة. وكان العديد من المسلمين يشغلون مناصب حكومية، بما في ذلك مناصب ذات أهمية، ولا سيما في الجيش.
تعامل الـ (تشينغ) مع الهان والهوي المدنيين في نفس الفئة القانونية. ونقلوا الهان والهوي من المدينة المسورة في بكين إلى الخارج، في حين أن الـ (بانيرمن) فقط يمكن أن يقيموا داخل المدينة المسورة.
وغالبا ما يشار إلى أصل الهوي في أورومتشي بأسماء مساجدهم.

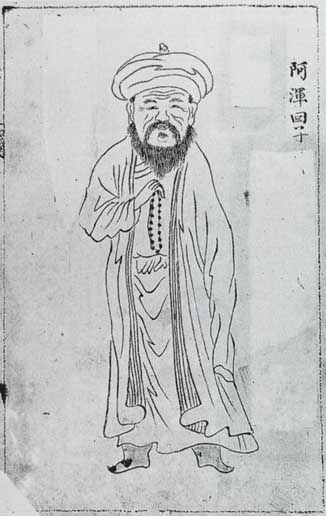
لوحة تصور المسلمين الصينيين في عهد أسرة تشينغ.

انتشرت الصوفية في جميع أنحاء شمال غرب الصين في العقود الأولى من عهد أسرة تشينغ (منتصف القرن 17 وبداية القرن 18)، وساعدت بطريقة أو بأخرى إلى تسهيل أو سهولة السفر بين الصين والشرق الأوسط. ومن بين الطرق الصوفية التي وجدت في الصين هي الكبروية، والنقشبندية، والقادرية. انتشرت النقشبندية في الصين عبر اليمن وآسيا الوسطى. معظم أنشطة الدعوة الإسلامية كانت داخل المجتمع الإسلامي نفسه بين الطوائف المختلفة، ولم تكن موجهة لغير المسلمين، وكان الدعاة الذين سعوا إلى تحويل المسلمين الآخرين أشخاصا مثل تشى جينغيي، ما مينغكسين، ما كيكسي، وما لايشي. وكان من بعض الأوامر الصوفية ارتداء القبعات المميزة، ويمكن العثور على ستة قبعات محاصرة في الصين. أهم الطرق الصوفية (مينهوان) وشملت:
- القادرية، التي أنشئت في الصين من قبل تشى جينغيي (祁静一)، المعروف أيضا باسم هلال الدين (1656-1719)، الذي درس على أشهر شيوخ الصوفية في آسيا الوسطى، خوجة آفاق وخوجة عبد الله. كان معروفا بين الهوي الصوفية بـ (تشي داوزو)، (غراند ماستر تشي). مجمع المزار حول «القبر الكبير» (Da Gongbei) في لينشيا بقي مركز القادرية في الصين.
- الخفية: طريقة نقشبندية، وقد أنشأها في الصين (Ma Laichi)‏(1681-1766).
- الجهرية: طريقة نقشبندية أخرى مينهوان، التي تأسست قبل (Ma Mingxin)‏(1719-1781).

طور الهوي الصوفيون الصينيون نوعا جديدا من الطرق يسمى مينهوان، متمركزا حول سلسلة شيوخ الصوفية.
كتب العالم الصيني المسلم ليو تشي عن التصوف باللغة الصينية وترجم الكتابات الصوفية من لغاتها الأصلية. استخدم العالم الصيني المسلم وانغ دايو المصطلحات الكونفوشيوسية والطاوية والبوذية في كتاباته الإسلامية. العالم ليو تشي والعالم وانغ دايو من المسلمين القدماء (غير الصوفية)، وجادلوا بأن المسلمين يمكن أن يكونوا مخلصين لله ثم للوطن، مبررا طاعة المسلمين لحكومة تشينغ. وأصبحت كتابات ليو تشى وانغ دايو جزءا من كتاب (هان كيتاب)، وهو نص إسلامي صيني، كونفوشيوسي، باستخدام المصطلحات الكونفوشيوسية لشرح الإسلام. العالم ليو تشي التقى وتحدث مع نائب وزير مجلس الحرب حول الإسلام، محاولا إقناعه أن مبادئ الكونفوشيوسية معتمدة من قبل الإسلام ولا ينبغي أن يعتبر هرطقة. واستخدم العالم ليو تشي الكونفوشيوسية الجديدة في عمله الإسلامي بعنوان «الفلسفة العربية» أو«فلسفة بلاد العرب»، وقد كُتب في مقدمة الكتاب أن نائب وزير مجلس الحرب غير المسلم قال: «هذا الكتاب "ينير" الكونفوشيوسية، في حين الكونفوشيوسية كانت على خلاف مع البوذية والطاوية».

## الهجرات
هاجر الـ (تشين هاو) وهم مجموعة من المهاجرين الصينيين الذين وصلوا إلى تايلاند عبر بورما ولاوس. وكان معظمهم من مقاطعة يونان وثلثهم مسلمون. وفي القرن التاسع عشر، أصبح المسلمون الصينيون أيضا من أوائل المسلمين في نيوزيلندا (انظر:الإسلام في نيوزيلندا). وقد جاءوا كعمال ينقبون أو يعملون في حقول دونستان للذهب في أوتاغو في عام 1868م.

## الأنشطة المسيحية التبشيرية

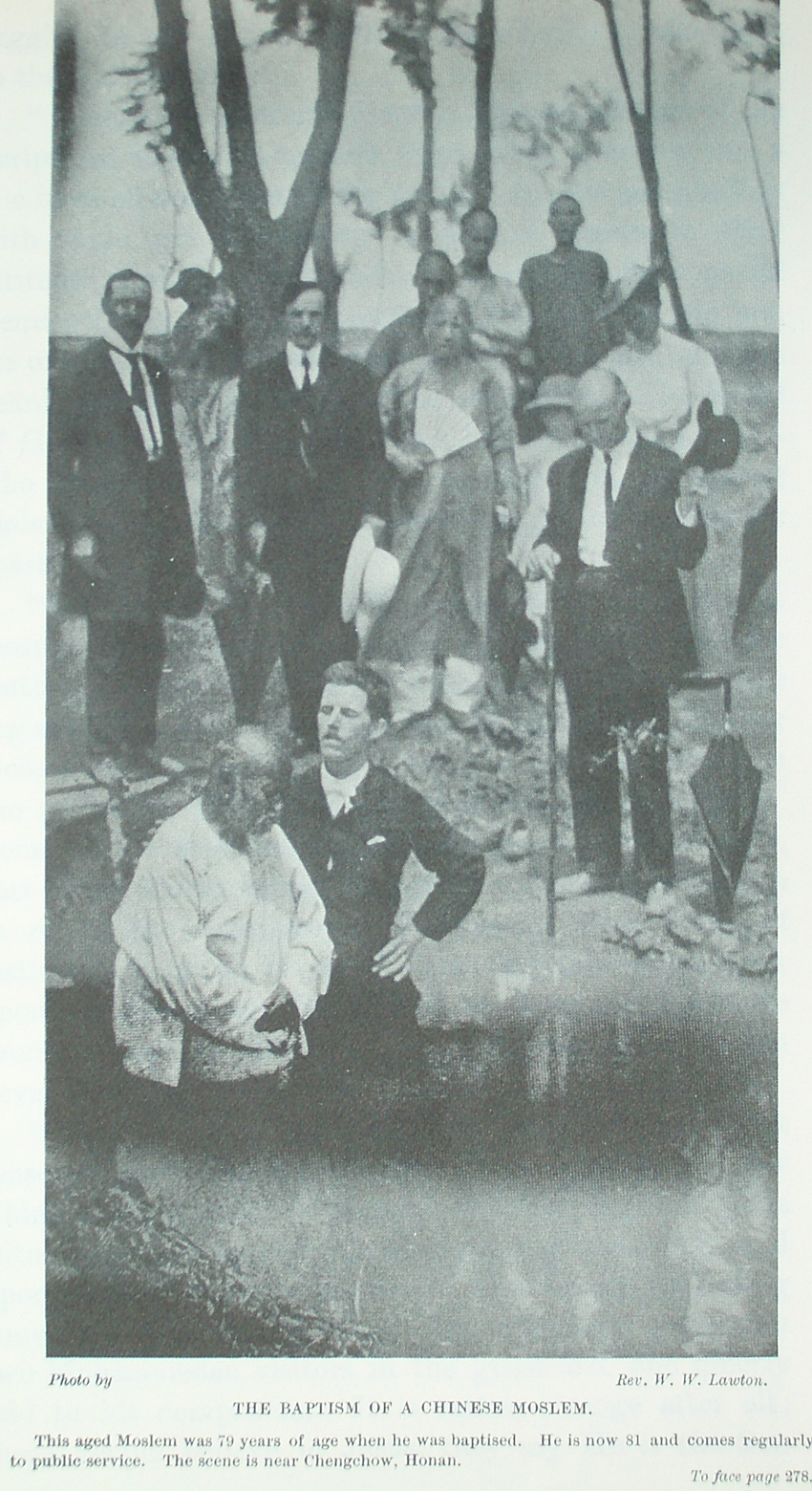
المبشرون المسيحيون يعمدون مسلما صينيا عمره 79 عاماً. (في تاريخ لا يتجاوز عام 1908).

مع ازدياد وجود المبشرين المسيحيين من الطوائف المختلفة في الصين بعد حرب الأفيون، أصبحت مهتمة بتنصير المسلمين أو تحويل المسلمين الصينيين إلى المسيحية. وخصصت كمية كبيرة من البحث إلى «مشكلة» المسلمين، كما دعا مارشال برومهال ذلك، ولكن لم يثمر الجهد بأية تحويلات واسعة النطاق.
وبموجب «القوانين الاساسية» في الصين، يحظر قسم واحد «المعالجات والسحرة وجميع الخرافات». وأضاف الإمبراطور جياشينغ في 1814م قسما سادسا مع الإشارة إلى المسيحية. تم تعديله في عام 1821م وطباعته في عام 1826م من قبل الإمبراطور داوغوانغ. وحكمت على الأوروبيين بالقتل لنشر المسيحية بين الهان الصينية ومانشوس (التتار). وأرسل المسيحيون الذين لا يتوبون عن التنصير إلى المدن الإسلامية في شينجيانغ، ليعطوا عبيدا للقادة المسلمين والبايس.